# Rui Duarte de Barros
Rui Duarte de Barros é um economista e político da Guiné-Bissau que é o atual Primeiro-ministro da Guiné-Bissau desde 20 de dezembro de 2023, Rui também atuou como primeiro-ministro de transição de 16 de maio de 2012 a 4 de julho de 2014.
Rui Duarte foi ministro da Economia e Finanças em 2002 e antes de ser nomeado primeiro-ministro trabalhou na União Económica e Monetária da África Ocidental. Politicamente é considerado próximo do Partido para a Renovação Social do ex-presidente Kumba Ialá.

## Primeiro-ministro
Foi nomeado para o cargo pelo presidente Manuel Serifo Nhamadjo, que também detinha a presidência interinamente após o golpe de Estado de abril de 2012. Sua nomeação foi feita no marco da transição criada pela mediação da Comunidade Económica dos Estados da África Ocidental para que eleições fossem realizadas no prazo de um ano. O presidente eleito deposto, Carlos Gomes Júnior, rejeitou a formação do governo considerando-o como ilegítimo.  Após as eleições gerais de 2014, deixou o governo. Foi substituído por Domingos Simões Pereira.